# Olimpíada de xadrez de 1930
A Olimpíada de xadrez de 1930 foi a terceira Olimpíada de Xadrez organizada pela FIDE, realizada em Hamburgo conjuntamente a segunda edição do Campeonato Mundial Feminino de Xadrez. A equipe da Polônia (Akiba Rubinstein, Savielly Tartakower, Dawid Przepiórka, Kazimierz Makarczyk e Paulin Frydman) conquistou a medalha de ouro, seguidos da Hungria (Géza Maróczy, Sándor Takács, Árpád Vajda, Kornél Havasi e Endre Steiner) e Alemanha (Carl Ahues, Friedrich Sämisch, Carl Carls, Kurt Richter e Heinrich Wagner).

## Quadro de medalhas
| Pos.              | Nome                    | Pontos |
| ----------------- | ----------------------- | ------ |
| Medalha de ouro   | POL Akiba Rubinstein    | 15     |
| Medalha de prata  | TCH Salo Flohr          | 14.5   |
| Medalha de bronze | USA Isaac Kashdan       | 14     |
|                   | USA Frank Marshall      | 12.5   |
|                   | HUN Kornél Havasi       | 12     |
|                   | POL Savielly Tartakower | 12     |
|                   | SWE Erik Lundin         | 12     |